# 蝴蝶藤
蝴蝶藤（学名：Passiflora papilio）为西番莲科西番莲属下的一个种。

## 扩展阅读
- 維基物種上的相關：蝴蝶藤